# Особо опасный преступник (фильм)
Особо опасный преступник (англ. Most Wanted) — американский триллер 1997 года режиссёра Дэвида Хогана.

## Сюжет
Джеймс Данн, снайпер морской пехоты, во время войны в Ираке, отказывается выстрелить в десятилетнего мальчишкy, но при самозащите случайно убивает сержанта, который отдал ему приказ это сделать. Джеймса приговаривают к смертной казни, но из тюрьмы его похищает группа «Омега». В обмен на помилование, ему предлагают работать в этом секретном правительственном подразделении, под командованием подполковника Кейси.
Вынужденный согласиться, Джеймс сразу получает первое задание: ликвидировать известного промышленника во время открытия госпиталя для ветеранов. Но прежде чем Данн успевает спустить курок, раздаётся другой выстрел, убивший первую леди — жену президента, присутствующую на церемонии. Данн быстро соображает, что он — лишь «расходный материал», и его цинично подставили, чтобы выдать за убийцу-одинoчкy.
На него моментально объявляется охота не только официальными властями и спецслужбами разных ведомств, но и самой группой «Омега», которая очень заинтересована в его устранении, как важного свидетеля. Преследуемый врагами, он начинает самостоятельное расследование, в котором ему помогает молодая врач, случайно снявшая на видео настоящего убийцу. Эти два разных человека становятся целью всех мыслимых силовых структур, и они должны объединиться, чтобы доказать свою невиновность и вывести настоящих преступников на «чистую воду».

## В ролях
- Кинен Уэйанс — сержант Джеймс Энтони Данн
- Джон Войт — генерал Адам Вудворд
- Джилл Хеннесси — доктор Виктория Константини.
- Вольфганг Бодисон — капитан Стив Брэддок
- Роберт Калп — Дональд Бикхарт
- Саймон Бейкер — Стивен Барнс
- Пол Сорвино — Кеннет Рэкмилл
- Эрик Робертс — Спенсер
- Джон Дил — капитан полиции